# Fernando Moreira
Fernando Adrián Moreira (San Martín, Buenos Aires, Argentina; 28 de julio de 1962) es un licenciado en economía y político argentino. Fue candidato a primer concejal de General San Martín por la lista del Frente de Todos en las elecciones de 2019, pero a partir de la licencia otorgada al Jefe comunal Gabriel Katopodis para ocupar el Ministerio de Obras Públicas bajo la presidencia de Alberto Fernández, Moreira asumió como intendente el 10 de diciembre de 2019. Antes había ocupado diversos cargos públicos en el distrito, durante la gestión de Katopodis. Fue elegido concejal en cuatro oportunidades y senador provincial representando al Frente Renovador.

## Biografía
Nació en la zona céntrica de la ciudad de San Martín, realizó sus estudios primarios en la Escuela N° 1 Domingo Faustino Sarmiento y los secundarios en la Escuela Polimodal 20 Estados Unidos.
Durante su infancia y adolescencia concurrió al Club Social General San Martín del centro del partido, donde vivió toda su niñez antes de mudarse a Villa Maipú. Actualmente, reside en San Andrés junto a su esposa, Marcela Ferri, con la que tiene tres hijos.
Cursó la carrera de Economía en la Facultad de Ciencias Económicas de la Universidad de Buenos Aires, entre 1984 y 1991.

## Carrera política
De valores peronistas, tuvo su primer cargo público en 1997 como concejal del Partido de San Martín en representación del FREPASO. En 2003, cuando el Partido Justicialista dejó de ser dominado por el menemismo, se acercó a Néstor Kirchner, quien buscaba ser electo como presidente de la Nación.
En 2006 formó junto a Gabriel Katopodis, con quien militaba desde la década de 1990, la agrupación local Compromiso por San Martín y en 2007 ingresó por segunda vez al Concejo Deliberante en representación del Frente para la Victoria. Fue reelecto en 2011, año en que Katopodis ganó la elección para intendente.
Con Katopodis en el Ejecutivo local, tomó licencia como concejal y fue nombrado Secretario de Gobierno, cargo que dejó en 2013 para asumir como senador provincial en representación de la Primera Sección Electoral. Al finalizar su mandato, asumió como Jefe de Gabinete de la Municipalidad de General San Martín.
Durante su mandato fue designado por la Legislatura bonaerense para formar parte de la Comisión Provincial por la Memoria, con la que en 2017 viajó a las Islas Malvinas para reclamar por la identificación de los soldados argentinos sepultados como NN y la desmilitarización del Atlántico Sur. Ese año asumió como Jefe de Gabinete de la Municipalidad de San Martín.
Desde entonces, y tras la dura derrota que tuvo el Peronismo en 2017 (cuando fue dividido en tres frentes), se dedicó a trabajar para la unidad en vistas de formar una opción competitiva para las elecciones siguientes. Así es como en las próximas elecciones el Frente de Todos presentó una sola lista local, en la que Moreira encabezó la nómina de concejales y con la que fue elegido por cuarta vez. El 29 de octubre de 2019, Gabriel Katopodis destacó en una entrevista el trabajo del entonces jefe de gabinete para lograr que no haya internas y que todos los sectores estén representados.
En diciembre, tras la asunción de Katopodis como Ministro de Obras Públicas de la Nación, Moreira asumió el cargo de intendente.
En  las Elecciones Municipales de la Provincia de Buenos Aires de 2023 fue proclamado electo intendente de San Martín para el periodo 2023-2027 con el 47 % de los votos superando a Mauricio D'Alessandro de Juntos por el Cambio.